# Adrien Clemenceau
Adrien Clemenceau (* 25. Mai 1988 in Caen) ist ein französischer Hürdenläufer, der sich auf die 400-Meter-Distanz spezialisiert hat.
Bei den Leichtathletik-Europameisterschaften 2012 in Helsinki wurde er mit seiner persönlichen Bestzeit von 49,70 s Vierter.
2011 und 2014 wurde er französischer Meister.